# Doctor Who (18.ª temporada clássica)
A décima oitava temporada clássica da série de televisão britânica de ficção científica Doctor Who estreou em 30 de agosto de 1980 com o serial The Leisure Hive e terminou em 21 de março de 1981 com Logopolis. Estrelou Tom Baker como o Quarto Doutor, Lalla Ward como Romana II, John Leeson como a voz de K-9, Matthew Waterhouse como Adric, Sarah Sutton como Nyssa e Janet Fielding como Tegan Jovanka.
Esta é a última temporada de Baker como o Quarto Doutor. Na temporada seguinte ele foi substituído por Peter Davison como o Quinto Doutor.

## Elenco

### Principal
- Tom Baker como o Quarto Doutor
- Lalla Ward como Romana II
- John Leeson como a voz de K-9
- Matthew Waterhouse como Adric
- Sarah Sutton como Nyssa
- Janet Fielding como Tegan Jovanka

## Episódios
| História | Serial | Título               | Dirigido por               | Escrito por                      | Exibição original                                                                         | Cód. de produção | Audiência no Reino Unido (milhões) | AI      |
| --- | ------ | -------------------- | -------------------------- | -------------------------------- | ----------------------------------------------------------------------------------------- | ---------------- | ---------------------------------- | ------- |
| 109 | 1      | The Leisure Hive     | Lovett Bickford            | David Fisher                     | 30 de agosto de 19806 de setembro de 198013 de setembro de 198020 de setembro de 1980     | 5N               | 5,95,04,5                          | —65     |
| Em busca de férias, o Doutor e Romana viajam para a famosa Colmeia de Lazer em Argolis, um planeta assolado por uma guerra nuclear com os reptilianos Foamasi anos antes. A principal atração da Colmeia é um dispositivo chamado Tachyon Recreation Generator, mas quando as coisas começam a ficar misteriosamente erradas com a máquina, o Doutor percebe que o mal está acontecendo na Colmeia . Ele e Romana começam a desenterrar uma conspiração emaranhada que pode levar a uma nova e mortal guerra entre os Argolins e os Foamasi.                                                    |        |                      |                            |                                  |                                                                                           |                  |                                    |         |
| 110 | 2      | Meglos               | Michael Hayes              | John Flanagan e Andrew McCulloch | 27 de setembro de 19804 de outubro de 198011 de outubro de 198018 de outubro de 1980      | 5Q               | 5,04,24,7                          | 6164—63 |
| O Doutor é convocado de volta ao planeta Tigella, onde a população é dividida em linhas religiosas e científicas. Algo está terrivelmente errado com a principal fonte de energia de Tigella, o Dodecaedro, mas os Savants são impedidos de investigar pelos zelosos Deons. Para piorar a situação, antes que o Doutor possa resolver o problema com o dodecaedro, ele é acusado de roubo. O verdadeiro culpado é Meglos, um metamorfo Zolfa-Thuran, que pretende liberar todo o poder do Dodecaedro sobre o universo.                                                                          |        |                      |                            |                                  |                                                                                           |                  |                                    |         |
| 111 | 3      | Full Circle          | Peter Grimwade             | Andrew Smith                     | 25 de outubro de 19801 de novembro de 19808 de novembro de 198015 de novembro de 1980     | 5R               | 5,93,75,95,4                       | —65     |
| Romana é chamada de volta para Gallifrey, mas no caminho, a TARDIS é atraída por um Emulador de Vácuo Carregado para outro universo, chamado E-Space. Aterrissando no planeta Alzarius, o Doutor encontra um grupo de humanos que estão tentando reconstruir sua espaçonave que se desprendeu há várias gerações. Quando Marshmen começa a subir dos pântanos durante o temido tempo de Mistfall, no entanto, o Doutor percebe que há algo errado em Alzarius, e começa a desvendar um enigma genético que remonta há séculos.                                                                  |        |                      |                            |                                  |                                                                                           |                  |                                    |         |
| 112 | 4      | State of Decay       | Peter Moffatt              | Terrance Dicks                   | 22 de novembro de 198029 de novembro de 19806 de dezembro de 198013 de dezembro de 1980   | 5P               | 5,85,34,45,4                       | —69     |
| Ainda preso no E-Space, a TARDIS se materializa em um planeta medieval. Os habitantes da cidade vivem com medo dos Três Que Governam, que governam de seu poderoso castelo. Investigando, o Doutor descobre que os Três que Governam são antigos astronautas que foram transformados em vampiros há muito tempo, e seu castelo é na verdade sua espaçonave. Quando Romana e Adric são sequestrados, o Doutor deve aliar-se a um bando de camponeses renegados para impedir a ressurreição de um dos maiores inimigos de Gallifrey: o Grande Vampiro em si.                                      |        |                      |                            |                                  |                                                                                           |                  |                                    |         |
| 113 | 5      | Warriors' Gate       | Paul Joyce e Graeme Harper | Stephen Gallagher                | 3 de janeiro de 198110 de janeiro de 198117 de janeiro de 198124 de janeiro de 1981       | 5S               | 7,16,78,37,8                       | 59—59   |
| Tentando fugir do E-Space, o Doutor, Romana, Adric e K9 aterrissam em um estranho vazio branco cuja única característica é uma velha fortaleza em ruínas. Também preso no vazio está uma nave de escravos capitaneada pelo cruel Rorvik, cujo piloto sensível ao tempo, o leonino Tharil Biroc, escapa e atrai o Doutor para a fortaleza e o portal do espelho além. Lá, o Doutor testemunha a ascensão e queda do outrora poderoso Império Tharil. Ele percebe que deve libertar os Tharils escravizados na nave e escapar pela passagem, antes que as ações vingativas de Rorvik os destruam. |        |                      |                            |                                  |                                                                                           |                  |                                    |         |
| 114 | 6      | The Keeper of Traken | John Black                 | Johnny Byrne                     | 31 de janeiro de 19817 de fevereiro de 198114 de fevereiro de 198121 de fevereiro de 1981 | 5T               | 7,66,15,26,1                       | —63     |
| A União Traken é governada por um Guardião dotado dos poderes da Fonte. O atual guardião está chegando ao fim de seu mandato de mil anos, e pede ao Doutor e a Adric - que escaparam do E-Space - para ir a Traken e parar um mal que ele acredita estar planejando destruir a União. Mas a fonte do mal, o Melkur, já se infiltrou nos Cônsules de Traken, e o Doutor declarou um criminoso. Aliando-se ao cônsul Tremas e sua filha, Nissa, o Senhor do Tempo deve descobrir o verdadeiro poder por trás do Melkur - alguém que conhece o Doutor de antigamente.                              |        |                      |                            |                                  |                                                                                           |                  |                                    |         |
| 115 | 7      | Logopolis            | Peter Grimwade             | Christopher H. Bidmead           | 28 de fevereiro de 19817 de março de 198114 de março de 198121 de março de 1981           | 5V               | 7,75,86,1                          | —61—65  |
| Depois que sua tia é assassinada pelo Mestre, uma aeromoça chamada Tegan Jovanka se torna uma passageira clandestina involuntária a bordo da TARDIS enquanto viaja para o planeta Logopolis. Lá, o Doutor descobre que a interferência do Mestre com a matemática avançada dos Logopolitanos desencadeou uma onda de entropia que ameaça consumir todo o universo. Os dois Senhores do Tenoi entram em uma aliança inquieta. Sua única esperança está na Terra ... mas então, no momento de maior crise, o Mestre joga seu trunfo final.                                                        |        |                      |                            |                                  |                                                                                           |                  |                                    |         |

## Lançamentos em DVD
| História | Número e duração dos episódios | Data de lançamento na Região 2 | Data de lançamento na Região 4 | Data de lançamento na Região 1 |
| --- | ------------------------------ | ------------------------------ | ------------------------------ | ------------------------------ |
| The Leisure Hive | 4 × 25 min.                    | 5 de julho de 2004             | 7 de outubro de 2004           | 7 de junho de 2005             |
| Meglos | 4 × 25 min.                    | 10 de janeiro de 2011          | 20 de janeiro de 2011          | 11 de janeiro de 2011          |
| The E-Space Trilogy: Full Circle (4 episódios) State of Decay (4 episódios) Warriors' Gate (4 episódios)                                                | 12 × 25 min.                   | 26 de janeiro de 2009          | 5 de março de 2009             | 5 de maio de 2009              |
| The Keeper of Traken Disponível apenas como parte do box New Beginnings nas Regiões 2 e 4. Disponível individualmente ou na caixa definida na Região 1. | 4 × 25 min.                    | 29 de janeiro de 2007          | 7 de março de 2007             | 5 de junho de 2007             |
| Logopolis Disponível apenas como parte do box New Beginnings nas Regiões 2 e 4. Disponível individualmente ou na caixa definida na Região 1.            | 4 × 25 min.                    | 29 de janeiro de 2007          | 7 de março de 2007             | 5 de junho de 2007             |

## Romantizações
| História             | Título do romance                   | Autor                  | Publicação             |
| -------------------- | ----------------------------------- | ---------------------- | ---------------------- |
| The Leisure Hive     | Doctor Who and the Leisure Hive     | David Fisher           | 22 de julho de 1982    |
| Meglos               | Meglos                              | Terrance Dicks         | 5 de maio de 1983      |
| Full Circle          | Full Circle                         | Andrew Smith           | 16 de setembro de 1982 |
| State of Decay       | Doctor Who and the State of Decay   | Terrance Dicks         | 17 de setembro de 1981 |
| Warriors' Gate       | Doctor Who and Warriors' Gate       | John Lydecker          | 15 de abril de 1982    |
| The Keeper of Traken | Doctor Who and the Keeper of Traken | Terrance Dicks         | 20 de maio de 1982     |
| Logopolis            | Logopolis                           | Christopher H. Bidmead | 21 de outubro de 1982  |